# Marcin Babko
Marcin Babko (ur. 5 stycznia 1975 w Sosnowcu, zm. 27 listopada 2016) – polski dziennikarz muzyczny, publicysta, wokalista oraz animator kultury.

## Życiorys
Ukończył bohemistykę na Uniwersytecie Śląskim w Katowicach. Pracował jako dziennikarz muzyczny, publikując w „Gazecie Wyborczej”, „Jazz Forum”, „Prime” oraz na portalach internetowych. Był autorem książek biograficznych o Ireneuszu Dudku (Ziuta Blues, 2008) oraz zespole Coldplay (Otwórz oczy, 2006), tłumaczył również literaturę czeską i słowacką (m.in. teksty Jáchyma Topola, Michala Hvoreckego czy Petra Šuleja). Występował jako wokalista i generator szumów w zespołach Muariolanza, hipiersoniK, Babie Lato czy Frank Babko i Kamienie. Zagrał również na harmonijce na płycie „Pogodno gra Fochmanna – Hajle Silesia” zespołu Pogodno. Od 2003 roku był członkiem Rady Artystycznej Rawa Blues Festival w Katowicach.
Jako animator kultury związany był z Sosnowcem, gdzie w latach 2011–2013 pełnił funkcję dyrektora artystycznego festiwali: World Fusion Music Festival, Sealesia Festival i Falami May Day. Współpracował z również Chorzowskim Centrum Kultury, gdzie od 2009 roku współorganizował i był dyrektorem artystycznym festiwalu Inne Granie, promującego młode polskie zespoły, grające muzykę alternatywną. Był także organizatorem Targów Sztuki Silos Falami Fest w Katowicach i Zabrzu (2010 i 2012) i targów designu dla dzieci Mały Silos w Katowicach (2013). Ponadto był założycielem wytwórni płytowej Falami oraz wytwórni mydła Sadza Soap, produkującej mydło z dodatkiem węgla aktywnego.
W 2013 roku otrzymał Nagrodę Artystyczną Miasta Sosnowca za Upowszechnianie Kultury. 

## Śmierć i pogrzeb
Dnia 27 listopada 2016 r. artysta poniósł śmierć w wyniku potrącenia przez pociąg pasażerski relacji Zawiercie – Zwardoń. 3 grudnia 2016 r. spoczął na cmentarzu parafii Chrystusa Króla przy ulicy mjr. Henryka Hubala-Dobrzańskiego w Sosnowcu.